# ¡Viva quien toca!
¡Viva Quien Toca! es el título del segundo álbum de la agrupación colombiana de música campesina Los Carrangueros de Ráquira. Fue editado por la compañía discográfica FM, en el año 1981. El disco es lanzado luego del éxito del anterior y continúa desarrollando el nuevo sonido que surgió a partir del merengue campesino y la rumba criolla y las temáticas de la tradicional poesía costumbrista boyacense. Nuevamente Los Carrangueros lograron gran acogida gracias a canciones como La Pirinola o El amor es una vaina (que es la continuación de la historia narrada en La Rosa mentirosa).

## Lista de canciones

### Lado A
1. La Pirinola · (Jorge Velosa)
2. ¿Bailamos, señorita? · (Velosa)
3. El amor es una vaina · (Velosa)
4. El caramelito rojo · (Velosa)
5. Flores para María · (Javier Moreno)

### Lado B
1. La Florecita · (Velosa)
2. La chucula está fría (Velosa)
3. La raquireñita · (Velosa)
4. El pastuso carranguero · (Moreno / Apráez)
5. Sabanera de ojos negros · (Moreno)

## Músicos
- Javier Moreno – requinto, segunda voz, tambora.
- Jorge Velosa – voz, riolina, guacharaca
- Javier Apráez – guitarra, coros.
- Ramiro Zambrano – tiple, coros.

## Créditos
- Arreglos: J.Moreno, J.Velosa, J.Apráez y R.Zambrano.
- Fotografías: Marta Rojas.
- Fotocolor: Humberto Gallego.

- Datos: Q6172283